# Enschedesche Katoenspinnerij
De Enschedesche Katoenspinnerij (EKS) was een spinnerij in Lonneker bij Enschede.
Deze stoomspinnerij, later bekend als De groote stoom, werd opgericht in 1833 op initiatief van een aantal weeffabrikeurs uit Enschede. Een Engelse ingenieur, John Dixon, adviseerde hierbij. In 1890 brandde de fabriek, met 130 werklieden, af. Op een deel van de fundamenten ervan werd later een doktershuis gebouwd, de spinnerij zelf werd herbouwd met 20.000 spillen t.o. 18.000 voorheen. In 1941 waren er 177 werklieden in dienst, wat veel was voor deze tijd. De spinnerij lag aan de Kortesteeg, later omgedoopt tot Hengelosedwarsstraat. Later werd het bedrijf overgenomen door de Enschedese Spinnerij Tubantia.